# Гледаци
Гледàци е село в Северна България, община Габрово, област Габрово.

## География
Село Гледаци се намира на около 5 km северозападно от центъра на град Габрово и с южния си край е в непосредствено съседство със село Поповци. Разположено е в южните подножия на платото Стражата. Надморската височина в югоизточния край на селото е около 385 m и нараства на запад до около 400 – 410 m, а на север – до около 420 m.
На юг Гледаци има пътна връзка през село Поповци с второкласния републикански път II-44 (Севлиево – Габрово), на северозапад – със село Мрахори, а на изток – със селата Прахали и Дивеци.

## История
През 1966 г. дотогавашното населено място колиби Гледаците е преименувано на Гледаци, а през 1995 г. колиби Гледаци придобива статута на село.

## Население
Населението на село Гледаци наброява 209 души при преброяването към 1934 г. и намалява до 68 към 1985 г.; след леко увеличение на числеността, през следващите години намалява отново до 61 души (по текущата демографска статистика за населението) към 2019 г.
Преброяване на населението през 2011 г.
Численост и дял на етническите групи според преброяването на населението през 2011 г.:
|                     | Численост | Дял (в %) |
| Общо                | 69        | 100,00    |
| Българи             | 69        | 100,00    |
| Турци               | 0         | 0,00      |
| Цигани              | 0         | 0,00      |
| Други               | 0         | 0,00      |
| Не се самоопределят | 0         | 0,00      |
| Неотговорили        | 0         | 0,00      |